# Lienella canaliculata
Lienella canaliculata là một loài tò vò trong họ Ichneumonidae.